# Muzeum Ziemi Torzymskiej w Ośnie Lubuskim
Muzeum Ziemi Torzymskiej w Ośnie Lubuskim – muzeum z siedzibą w Ośnie Lubuskim. Placówka jest gminną jednostką organizacyjną, a jej siedzibą są pomieszczenia ośnieńskiego ratusza.
Muzeum powstało w 2002 roku w pomieszczeniach, mieszczących wcześniej komendę policji. Jego powstaniu towarzyszyła idea zebrania w jednym miejscu eksponatów i pamiątek, związanych z historią Ziemi Torzymskiej. Część zbiorów została pozyskana od prywatnych kolekcjonerów oraz mieszkańców miasta.
Wystawa muzealna obejmuje eksponaty, obejmujące historię miasta i Ziemi Torzymskiej, począwszy od pradziejów. W jego zbiorach znajduje się m.in. kolekcja ceramiki, począwszy od epoki brązu, po II–III wiek. Ponadto eksponowane są liczne grafiki, dawne przedmioty codziennego użytku, militaria oraz makieta miasta z  okresu XII–XIV wieku. Prezentowane są również informacje o sławnych mieszkańcach miasta, m.in. o Oskarze Dörflerze – wynalazcy baleronu.
Muzeum jest otwarte we wtorki, środy, piątki oraz niedziele.